# Егоров, Лаврентий Дорофеевич
Лаврентий Дорофеевич Егоров (1804—1857) — русский военный топограф.

## Биография
Родился в 1804 году, происходил из солдатских детей.
В военную службу вступил 30 апреля 1818 года кантонистом в штаб 2-го пехотного корпуса и 1 мая 1822 года был зачислен рядовым в Отдельный корпус топографов.
Во время русско-турецкой войны 1828—1829 годов состоял при действующей на Дунае армии, производил съёмки полей сражений и сам неоднократно бывал в делах с неприятелем. За отличие был 5 апреля 1829 года произведён в прапорщики, награждён орденом св. Анны 3-й степени и назначен субалтерн-офицером в Невский пехотный полк.
16 февраля 1831 года Егоров вновь был переведён в корпус топографов и назначен состоять при Военно-топографическом депо в Санкт-Петербурге. 22 апреля 1834 года произведён в подпоручики, 25 июня 1837 года — в поручики и 30 марта 1841 года — в штабс-капитаны. С 1841 года Егоров руководил занимался съёмками Павловска, Петергофа, Александрии, Царского Села, Гатчины, Стрельны и многих других мест под Санкт-Петербургом. Впоследствии материалы этих съёмок были использованы им при составлении карт и атласов Санкт-Петербургской губернии. Также Егоров трудился над составлением Генеральной карты Российской империи под руководством академика Ф. Ф. Шуберта. В 1847—1848 годах был руководителем учебных съёмок при полевых занятиях учащихся петербургских военных академий, училищ и кадетских корпусов.
3 апреля 1849 года Егоров был произведён в капитаны и 7 апреля назначен казначеем и экзекутором Военно-топографического депо Главного штаба. Во время Восточной войны Егоров находился в рядах корпуса, назначенного для обороны Балтийского побережья и занимался съёмками и расчётами для расположения береговых батарей и полевых укреплений в Кронштадте и Санкт-Петербурге. 23 января 1855 года произведён в подполковники.
Среди прочих наград Егоров имел ордена: св. Георгия 4-й степени (26 ноября 1855 года, № 9775 по кавалерскому списку Григоровича — Степанова), св. Станислава 2-й степени и св. Анны 2-й степени.
Егоров скончался в начале мая 1857 года, из списков исключён 20 мая.
Его братья Павел и Константин также служили в корпусе топографов и были полковниками. Ещё один брат, Гордей, был подполковником, преподавателем геодезического отделения Николаевской академии Генерального штаба, за войну против поляков в 1831 году имел Знак Отличия Военного ордена святого Георгия.